# Diego Pinheiro Ruiz
Pas d'image ? Cliquez ici

a Compétitions nationales et continentales officielles uniquement.

b Matchs officiels uniquement.
Dernière mise à jour le 13 février 2024.
Diego Pinheiro Ruiz, né le 1er septembre 2003, est un joueur international portugais de rugby à XV de nationalité française qui évolue au poste de troisième ligne aile au FC Grenoble.

## Biographie
Diego Pinheiro Ruiz commence le rugby dans le club de l'Union sportive Véore XV, à Portes-lès-Valence, avant de continuer sa formation au FC Grenoble.
Le 1er septembre 2023, le jour de ses 20 ans, il dispute son premier match en professionnel avec le FC Grenoble, puis enchaîne en février 2024 son premier match international en championnat d'Europe 2023-2024 avec le Portugal contre l'équipe de Pologne.

## Palmarès
- Finaliste du championnat d'Europe en 2024.